# Phigalia excentricaria
Phigalia excentricaria là một loài bướm đêm trong họ Geometridae.